# Moudania, Grecia
Moudania este un oraș în prefectura Halkidiki, Grecia.